# Aachener Stiftswappen

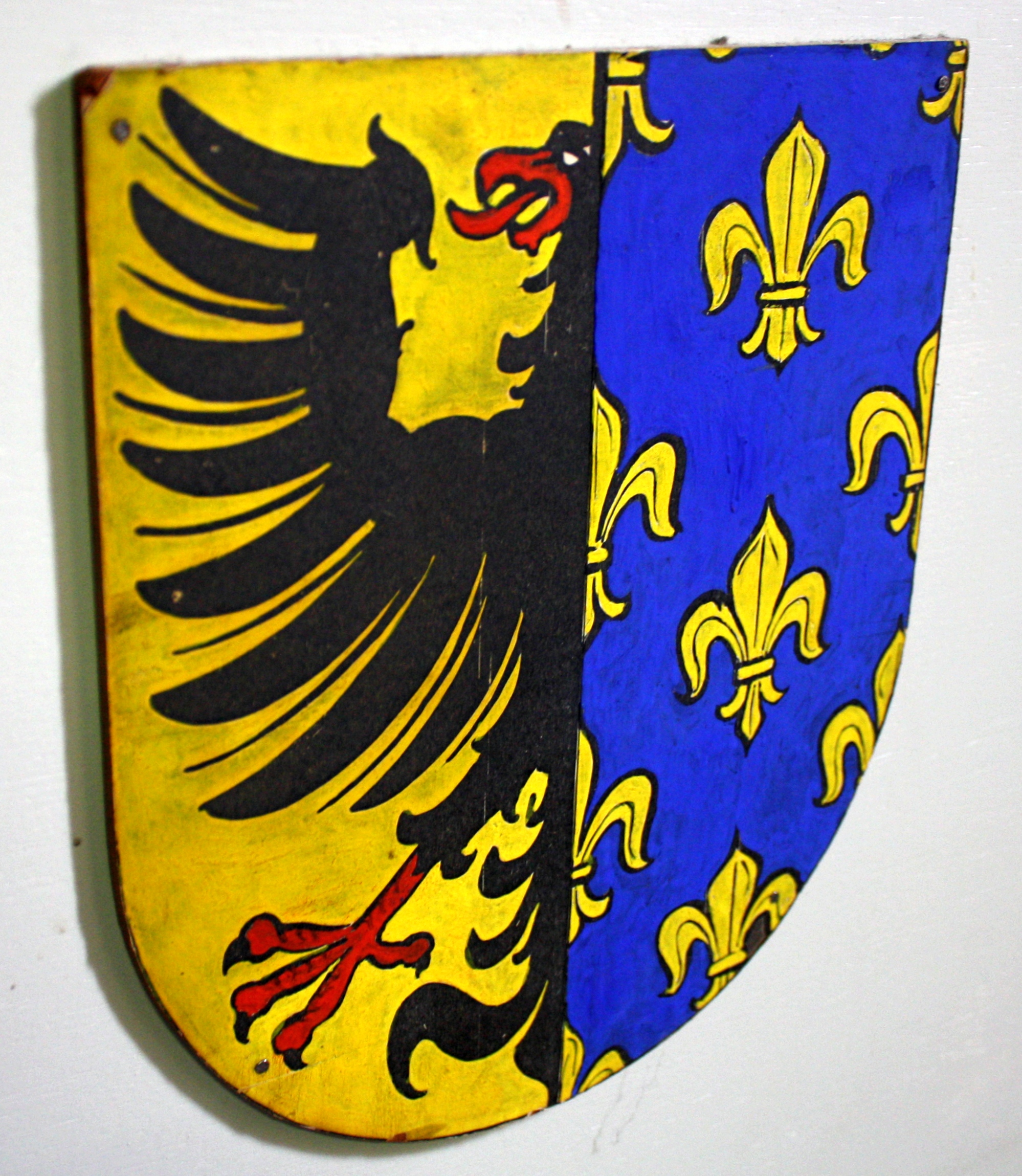
Aachener Stiftswappen, 1721

Das Aachener Stiftswappen, auch Karlswappen, war das Wappen des Marienstifts zu Aachen.

## Geschichte
Es wird angenommen, dass das Kollegiatstift St. Marien in der Reichsstadt Aachen bereits in der zweiten Hälfte des 14. Jahrhunderts unter der Regierung von Karl IV. ein Stiftswappen als „Wappen Karls des Großen“ einführte. Auf dessen gespaltenem Schild stellte es auf der heraldisch rechten (ranghöheren) Seite einen halbierten Reichsadler und auf dessen linker (nachrangiger) Seite ein Feld französischer Lilien dar.
Dieses Wappen ist 1460 auf der Karlsdarstellung eines Reliquienschrankes nachweisbar, in welchem vermutlich die Karlsbüste aufbewahrt worden war. An mehreren Wänden in der Chorhalle des Aachener Doms wurde das Stiftswappen 1486 ebenfalls aufgemalt. Außerdem war es an Eingängen von Liegenschaften des Stifts angebracht, etwa an einem Tor der Uersfelder Höfe. Als Hans von Reutlingen 1528 das alte Stiftssiegel von 1347 durch einen neuen Siegelstempel ersetzte, stellte er darauf unter einer Maria bei der Verkündigung des Herrn auch das Aachener Stiftswappen dar. Mit der Auflösung des Marienstifts im Zuge der Säkularisation endete der hoheitliche Gebrauch von Stiftswappen und -siegel.

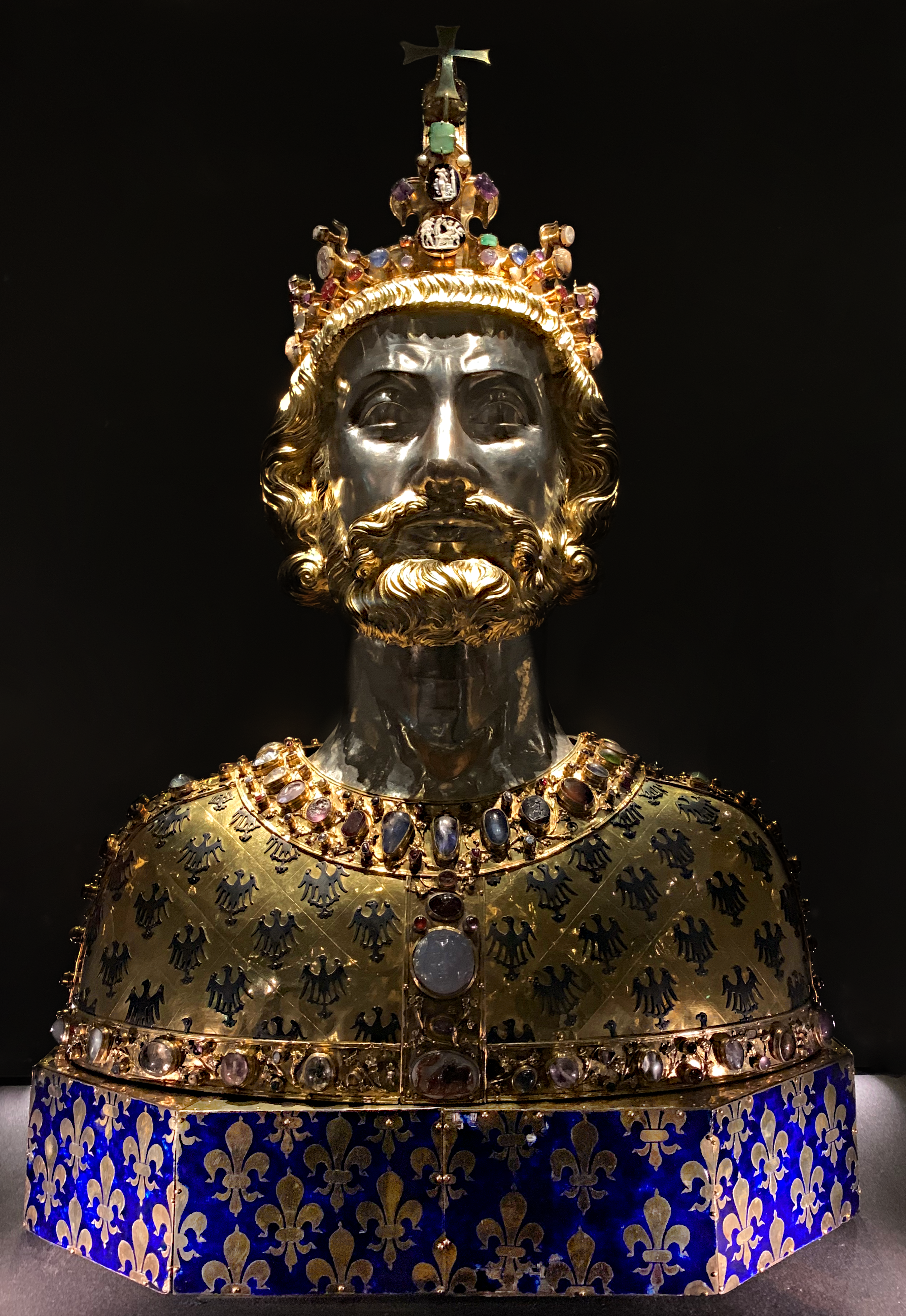
Karlsbüste

Auf der Karlsbüste, die mit einiger Sicherheit um 1350 von Karl IV. im Zusammenhang mit dessen Krönung am 25. Juli 1349 gestiftet wurde, war die Kombination von Reichsadler (auf dem Brustpanzer der Figur Karls des Großen) und Lilienfeld (auf dem Sockel) vielleicht schon vorgegeben, als sich das Stift zur Einführung des Wappens entschloss. Jedenfalls war der Reichsadler zur Zeit der Einführung des Aachener Stiftswappens in der Regierungszeit Karls IV. unstrittig das Wappensymbol des Heiligen Römischen Reichs, während die Lilien heraldisch auf das französische Lilienbanner verwiesen.
Mit dem Lilienbanner ist die Legende verbunden, dass der Merowingerkönig Chlodwig I., der Begründer des Frankenreiches, eine weiße Lilie als traditionelles Mariensymbol von einem Engel überreicht bekommen habe, weil er nach der Schlacht von Zülpich durch Taufe zum römisch-katholischen Christentum übergetreten war. Pippin dem Jüngeren, dem Vater Karls des Großen, wurde das Lilienzeichen durch Geschichtsschreiber zugesprochen. Dieser soll es seinem Sohn vererbt haben. Unter dem Königtum der Kapetinger, insbesondere unter Ludwig VIII. von Frankreich, avancierte das Lilienwappen unter Verwendung der älteren Farbkombination Blau-Gold zum Symbol des französischen Königtums. Dabei wurde das Zeichen und die Lilien-Legende zum Beweis dafür erhoben, dass der französische König als Nachfolger der fränkischen Könige seine Macht unmittelbar von Gott (und nicht von Papst oder Kaiser) erhalten habe. Insofern repräsentierte das Lilienbanner zur Zeit der Entstehung des Stiftswappens nicht nur die fromme Legende um die Konversion Chlodwigs I., sondern auch den Gedanken der Souveränität des französischen Königtums.

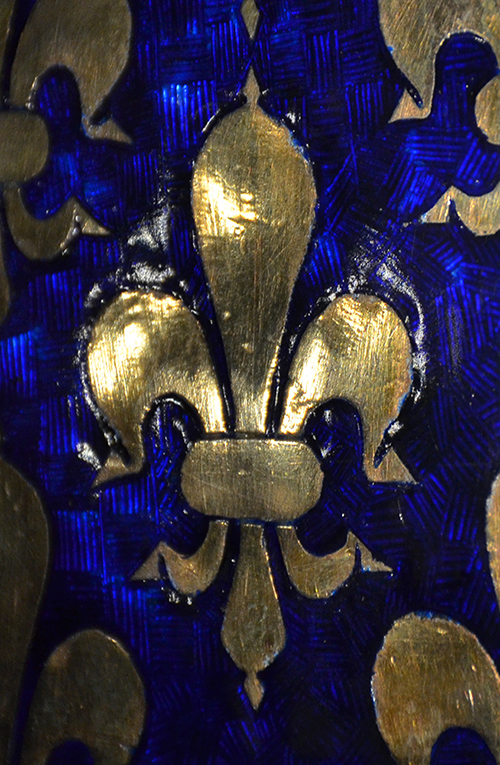
Französische Lilie auf dem Büstensockel

Dieser besondere Bedeutungsgehalt erklärt, warum der französische Humanist Jean de Montreuil, Sekretär von König Karl VI. von Frankreich und durch dieses Amt mit der Rechtspflege und den Staatsdoktrinen am französischen Hofe vertraut, über die Karlsbüste so erbost war, als er sie Anfang 1401 auf der Rückreise von einer diplomatischen Mission bei einem Besuch des Marienstifts erblickte. In einem Brief, den er nach Rückkehr in Paris verfasste, beschwerte er sich beim Bürgermeister (damals Reinhard von Moirke, der Jüngere) und den Schöffen von Aachen mit der rhetorischen Frage,

„ob sie ihm sagen könnten, weshalb es geschehen konnte, daß auf dem Heiltum oder dem Kopfreliquiar eben jenes hochwürdigsten Karl, das bis zu den Schultern reicht, das Wappen Frankreichs allein am Rande und zusätzlich, in den anderen oberen Teilen jenes Heiltums aber überall das Reichswappen gemalt ist, so als ob das Königreich Frankreich wenig oder gar nichts wäre, und als ob die Deutschen der Meinung anhingen, Karl habe Frankreich dem Reich hinzugefügt und nicht vielmehr mit der Kraft und Macht der Franzosen das Reich erworben und zu seinem Eigentum gemacht.“

Mit folgenden Worten forderte er dazu auf, den aus seiner Sicht bestehenden Missstand abzustellen:

„All das möge euer Urteil erwägen, hochgeehrte Männer, damit dasjenige, was Maler oder Silberschmiede aus Unkenntnis versehen oder einfach dreist gefertigt haben, durch eure verständige Klugheit wieder gut gemacht werde. Denn man tritt dem Reich oder den Deutschen durchaus nicht zu nahe, vermehrt vielmehr ihre Ehre, wenn das Wappen und väterliche Zeichen all der Söhne und Töchter des Kaisers und der Kaiserin und zugleich des Königs von Frankreich, der mit französischem Schwert, wie schon gesagt, für euch, wenn ihr aufgemerkt habt, das Reich erwarb, im ganzen und überall gemeinsam abgebildet und gemalt würde, gleichberechtigt geteilt mit dem kaiserlichen Wappen, wobei der kaiserlichen Würde durchaus eingeräumt wird, daß sie die rechte Seite einnehme.“

Er wollte damit erreichen, dass an der Karlsbüste Änderungen vorgenommen werden, so dass die in dem Stiftswappen praktizierte Anordnung von Reichswappen und Lilienbanner auch auf der Karlsbüste erscheine. Für ihn war die Anordnung des Liliensymbols auf dem Sockel der Karlsbüste unerträglich, weil sie in seinen Augen einer symbolischen Unterordnung Frankreichs gleichkam, und unstatthaft, zumal nach seinem frankozentrischen Geschichtsbild „Charlemagne“ als „König von Frankreich“ das Reich geschaffen hat, welches später den Deutschen „übergeben“ worden sei.